# Alyaksandr Sachywka
Alyaksandr Sachywka (tiếng Belarus: Аляксандр Сачыўка; tiếng Nga: Александр Сачивко; sinh 5 tháng 1 năm 1986 ở Minsk) là một cầu thủ bóng đá Belarus. Tính đến năm 2018, anh thi đấu cho Shakhtyor Soligorsk.

## Sự nghiệp quốc tế
Sachywka được triệu tập vào đội hình Belarus cho vòng loại UEFA Euro 2016 trước Macedonia vào tháng 10 năm 2015. Anh ra sân lần đầu tiên ngày 1 tháng 6 năm 2017, chơi từ đầu trận trong thất bại 0-1 trước Thụy Sĩ ở trận giao hữu, bị thay ra ngay sau khi bắt đầu trận đấu.

### Bàn thắng quốc tế
Bàn thắng và kết quả của Belarus được để trước.
| #  | Ngày                 | Địa điểm                         | Đối thủ | Bàn thắng | Kết quả | Giải đấu                    |
| -- | -------------------- | -------------------------------- | ------- | --------- | ------- | --------------------------- |
| 1. | 11 tháng 10 năm 2020 | Sân vận động LFF, Vilnius, Litva | Litva   | 2–1       | 2–2     | UEFA Nations League 2020–21 |

## Danh hiệu
Minsk
- Vô địch Cúp bóng đá Belarus: 2012–13